# غارة جون براون على هاربرز فيري
جاءت غارة جون براون على هاربرز فيري كمحاولة من جون براون الداعي لإلغاء العبودية، من 16 إلى 18 أكتوبر 1859، جاءت بهدف إشعال تمرد العبيد في الولايات الجنوبية عبر الاستيلاء على ترسانة أسلحة الولايات المتحدة في هاربرز فيري، بولاية فرجينيا (والتي أصبحت فرجينيا الغربية، اعتبارًا من العام 1863). وقد أُطلق على تلك الغارة تسمية البروفة أو المقدمة الكارثية للحرب الأهلية.
هُزمت مجموعة براون المكونة من 22 شخصًا مقابل سرية من مشاة البحرية الأمريكية بقيادة الملازم أول إسرائيل غرين. قُتل عشرة من المجموعة المهاجمة خلال الغارة، ومثل سبعةٌ منهم للمحاكمة وأعدموا بعد ذلك، وهرب خمسة. وانخرط العديد ممن حضر الغارة لاحقًا في الحرب الأهلية: فقد عمِل العقيد روبرت إيدوارد لي في القيادة العامة لعملية استعادة الترسانة. وكان ستونوول جاكسون وجيب ستيوارت ضمن القوات المسؤولة عن حراسة براون المعتقل، وشهِد جون ويلكس بوث ووالت ويتمان إعدام براون. في الأصل، طلب جون براون من هارييت توبمان وفريدريك دوغلاس، اللذين التقاهما في سنواته الأولى كمناصر لإلغاء العبودية في سبرينغفيلد، ماساتشوستس، طلب منهما الاشتراك معه في الغارة، لكن المرض منع توبمان من المشاركة، ورفض دوغلاس الاشتراك لاعتقاده أن خطة براون انتحارية.
أدت الغارة إلى خلق حالة إثارة في الولايات المتحدة لم تعهدها منذ سنوات عديدة. وتلقت الغارة تغطية واسعة في الصحافة على الصعيد الوطني -فقد كانت أول أزمة وطنية من ذلك النوع تنتشر أخبارها باستخدام التلغراف الكهربائي الجديد. واستقلّ المراسلون أول قطار متجه إلى هاربرز فيري بعد ورود أنباء عن الغارة، في الساعة 4 مساءً من يوم الاثنين 17 أكتوبر. كما نقل القطار ميليشيا ماريلاند، وتوقف على جانب ماريلاند من جسر هاربرز فيري، على بعد 3 أميال (4.8 كم) شرق المدينة (في نَجع ساندي هوك، بولاية ماريلاند). نظرًا لشحّ الرسائل الرسمية المطلوب إرسالها أو استلامها، فقد خُصّص التلغراف الذي نُقله في القطار اللاحق، المتصل بأسلاك التلغراف المقطوعة، «خُصّص بأكمله للصحفيين»، الذين «يتمتعون بقوة مكافئة لقوة الجيش». وبحلول صباح الثلاثاء، أُصلِح خط التلغراف، ووصل صحفيون من النيويورك تايمز «وغيرها من الصحف الأبعد».
لم تُستخدم تسمية «غارة» في ذلك الوقت. بعد شهر من الهجوم، عدّدت صحيفة في بالتيمور 26 مصطلحًا مستخدمًا لوصف الهجوم، تضمنت من بينها: «العصيان، والتمرد، والخيانة، والحملة». إنما لم تكن تسمية «غارة» من بينها. في البداية، اعتُبرت غارة براون ضربًا من الجنون، ليست سوى من أفعال شخص متعصب. ولكن كلماته ورسائله بعد الغارة وخلال محاكمته، فيرجينيا ضد جون براون، وبمساعدة كتابات مؤيديه بمن فيهم هنري ديفيد ثورو، هي ما جعلته بطلًا وأيقونة للاتحاد.

## استعدادات براون
استأجر جون براون مزرعة كينيدي، بالإضافة إلى كوخ صغير في الجوار، على بعد 4 أميال (6.4 كيلومتر) شمال هاربرز فيري، في مقاطعة واشنطن بولاية ماريلاند، ونزل فيها باسم إسحاق سميث. جاء براون مع مجموعة صغيرة من الرجال الذين لم يتلقوا تدريبًا كافيًا على العمليات العسكرية. وبلغ العدد النهائي لمجموعته 21 رجلًا وهو، (16 رجلًا أبيض وخمسة رجال سود). أرسلت المجموعات الداعية إلى إلغاء العبودية من الشمال الأمريكي 198 بندقية حشو خلفي، من نوع شاربس وعيار 52.
طلب براون من حداد في ولاية كونيتيكت صنعَ 950 رمح بايك، ليستخدمَها رجالُه السود غير المدربين على استخدام الأسلحة النارية، لشحّ الرجال المدربين على السلاح. وأخبر جيرانه الفضوليين أنها معدات للتعدين، وهو ما لم يثر أي شكوك، فقد كان أمرًا معتادًا لسنوات استكشاف إمكانية التنقيب المحلي عن المعادن. كما اعتاد براون «في كثير من الأحيان أن يأخذ معه إلى المنزل عينات من التراب، وتظاهر بتحليلها بحثًا عن المعادن. وغالبًا ما كان جيرانه يزورونه عند قيامه بتجاربه الكيميائية، وكان يؤدي دوره بشكل متقنٍ لدرجة أنه أصبح يُعتبر من ذوي العلوم الغزيرة، والرجل الأكثر فائدة للحي».
لم تُستعمل رماح البايك مُطلَقًا؛ فقد تسلّح بها عددٌ قليل من الرجال السود في مقصورة المحرك، إنما لم يستخدمها أحد. بعد انتهاء الواقعة وموت أو سَجن معظم الأطراف المشاركة، بيعت تلك الرماح بأسعار عالية كهدايا تذكارية. كان لدى هارييت توبمان واحدة، ووُجد رمح في حوزة أبيجيل هوبر غيبونز؛ واستولى أفراد مشاة البحرية العائدين إلى قواعدهم على رمح واحدة. بعد الاستيلاء على جميع تلك الرماح أو بيعها، شرع ميكانيكي مبادِر في صنع وبيع رماح جديدة.
«تشير التقديرات إلى بيع عددٍ من الرماح على أنها أصلية، يكفي لتسليح جيش ضخم». أمر إدموند روفين، آكل النار من فرجينيا، بإرسال رمحٍ منها لجميع حكام ولايات العبودية، مع ملصق كتب عليه «عينة من الهدايا التي صمّمها لنا إخوتنا الشماليون». كما أنه حمل واحدة في واشنطن العاصمة، وحرص على عرضها على كل من استطاع إظهارها له، بهدف «بثّ الخوف والرعب من حصول تمرد العبيد». كان مستودع أسلحة الولايات المتحدة عبارةً عن مجمّع ضخمٍ من المباني التي تصنع الأسلحة الصغيرة للجيش الأمريكي (1801-1861)، بالإضافة إلى ترسانة أسلحة (مخزن للأسلحة) يُعتقد أنها كانت تضمّ في ذلك الحين 100,000 بندقية مسكيت وبندقية عادية.
حاول براون حشد المزيد من المجنّدين السود، وأحسّ بضرورة مشاركة زعيم أسود. لذلك سعى إلى تجنيد فريدريك دوغلاس كضابط اتصال للعبيد في اجتماع عُقد (لأغراض السلامة) في مقلع حجارة مهجور في تشيمبرسبيرغ، بولاية بنسلفانيا. في ذلك الاجتماع، قرر العبد المحرّر «الإمبراطور» شيلدز غرين، بدلًا من العودة إلى البيت مع دوغلاس (الذي كان يعيش غرين معه)، قرر الانضمام إلى جون براون في هجومه على مستودع أسلحة الولايات المتحدة، وقال غرين لدوغلاس: «أعتقد أنني ذاهبٌ مع الرجل العجوز». رفض دوغلاس الانضمام لبراون، منوّهًا له باعتقاده أن الغارة ليست سوى مهمة انتحارية. وحذره من كون الخطة «هجومًا على الحكومة الفيدرالية» ومن شأنها أن «تستعدي البلدَ بأكمله علينا... ولن يُكتَب لك الخروجَ منها حيًا».
وفقًا لما ذكره أوسبورن بيري أندرسون، «أخبرنا القبطان العجوز، أن احتمالية قتلِنا كانت تسعًا مقابل واحد؛ بيد أن القبطان قال كذلك[،] "ثمّة لحظاتٍ يُمكن فيها لموتِ الرجالِ أن يحقّق أكثر مِمّا قد تحققه حياتُهم"».
عمِلت مزرعة كيندي بمثابة «ثكنة، وترسانة أسلحة، ومخزن إمدادات، وقاعة طعام للرجال، ونادي مناظرة، ومنزل». اتّسمت المزرعة بازدحام شديدٍ، وكانت الحياة فيها مملة. خشي براون من إثارة شكوك الجيران. ولذلك، كان على رجال الغارة البقاء في المنزل في ساعات النهار، دون أن يفعلوا سوى التدارس (وأوصى براون بقراءة كتاب بلوتارخ السير المقارنة لعظماء اليونان والرومان)، والتدريب، والمناقشة السياسي، والنقاش الديني، ولعب الورق، والداما. عملت مارتا زوجة ابن براون في الطهي ومدبرةً للمنزل. كما عملت ابنته آني في المراقبة. وذكرت فيما بعد أن تلك الشهور كانت أهمّ فترات حياتها. حرِص براون على وجود النساء في المزرعة، لمنع الشكوك بشأن تجمّع عدد كبيرٍ من الرجال فقط فيها. خرج رجال الغارة ليلًا للتدريب، واستنشاق بعض الهواء النقي. وحظيت العواصف الرعدية بالترحيب نظرًا لإخفائها ضوضاء المجموعة عن جيران براون.